# Conjunto histórico de Covarrubias
El Conjunto Histórico de la Villa de Covarrubias es un conjunto histórico protegido de la localidad española de Covarrubias, en la provincia de Burgos (Castilla y León, España), que cuenta con el estatus de Bien de Interés Cultural.

## Descripción
El conjunto de Covarrubias se localiza en la mitad meridional de la provincia de Burgos a orilla del río Arlanza. Tiene tres partes o barrios. Uno, la zona antigua amurallada, que con forma arriñonada llega hasta el río. Hay dos barrios más, el llano cruzando el río y otro en la parte más alta de la ladera en torno a la carretera. En el casco antiguo hay varios espacios amplios o plazas de un interés realmente destacado (plazas de Doña Sancha, Doña Urraca, Rey Chisdasvinto, Obispo Peña).

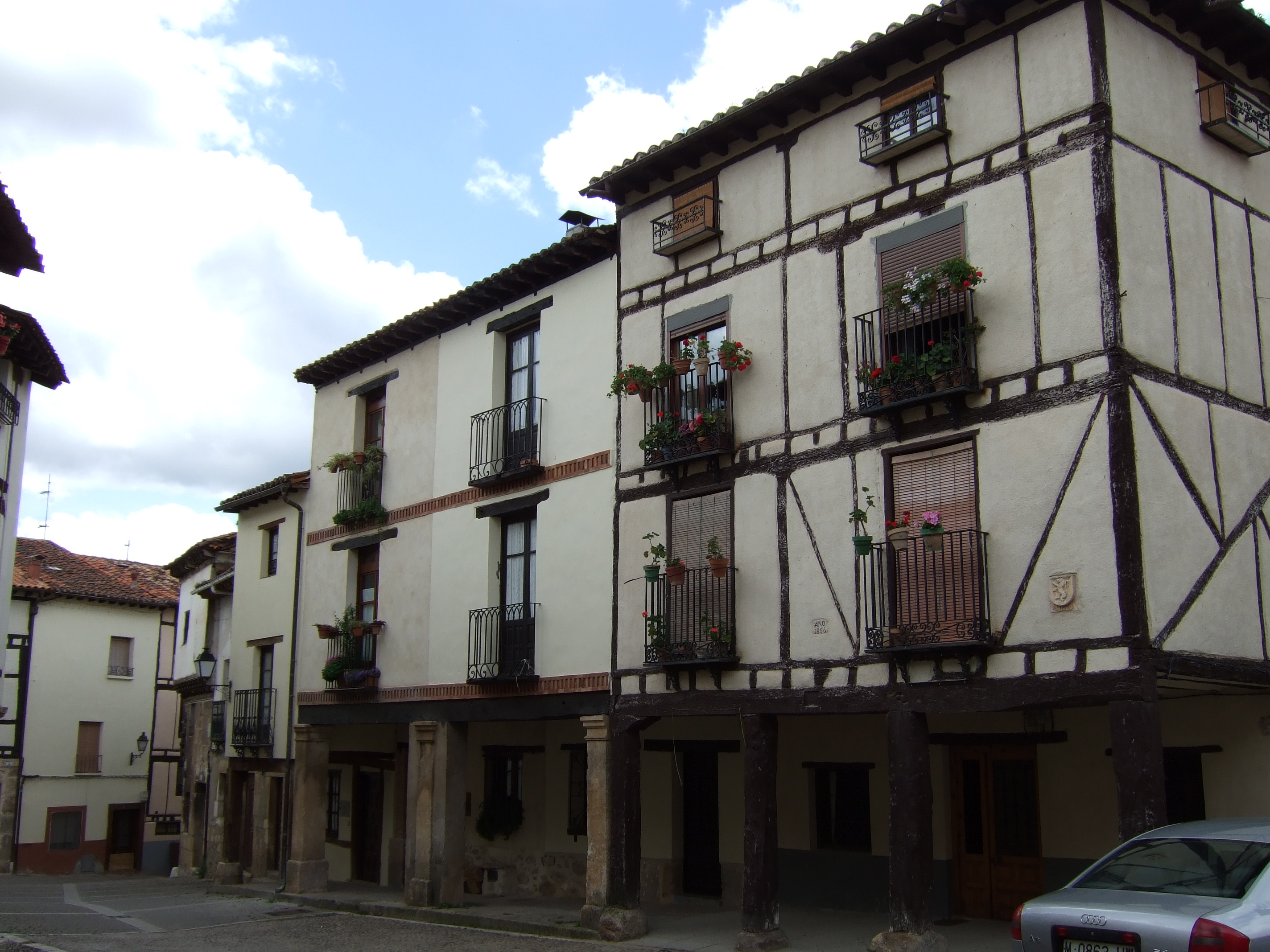
Arquitectura popular.

El entramado de madera domina en las viviendas del área, aunque siempre acompañado por algunas casas de piedra o barro. Sigue asentándose sobre una planta baja compuesta por fábrica de mampostería de pequeños tamaños y de factura muy tosca, empleando pies derechos de madera para conformarla y facilitar el apoyo del entramado superior. Esta solución aquí se hace muy frecuente facilitando la constitución y protección de esquinas y huecos, que de otra manera hubiera necesitado piezas de sillería o ladrillo para constituirlas, empleando para su formación la imperecedera y olorosa madera de sabina. La solución de vuelos pequeños y sucesivos es también frecuente, apreciándose en ellos que a menudo se arriostran, al haberse desprendido el revoco que los protegía. Generalmente, cuando en el entramado se emplea la sabina, esta no requiere cubrición, aunque a veces se haga al estar rehundida respecto al paño de la fachada. Al contrario, cuando la madera es de menor calidad y durabilidad se recubre con el mismo revoco. Se cubrían de mortero de barrio los adobes o pequeños tapiales para igualarlos con las piezas de entramado, como el revestimiento más tradicional. A éste se le añadía, a veces, un revoco de yeso o cal, que podría incluso tapar ya el entramado, necesitando para que agarre o bien que la madera no estuviera escuadrada, con una superficie irregular, o bien si estaba cortada y escuadrada se picaba con la azuela.

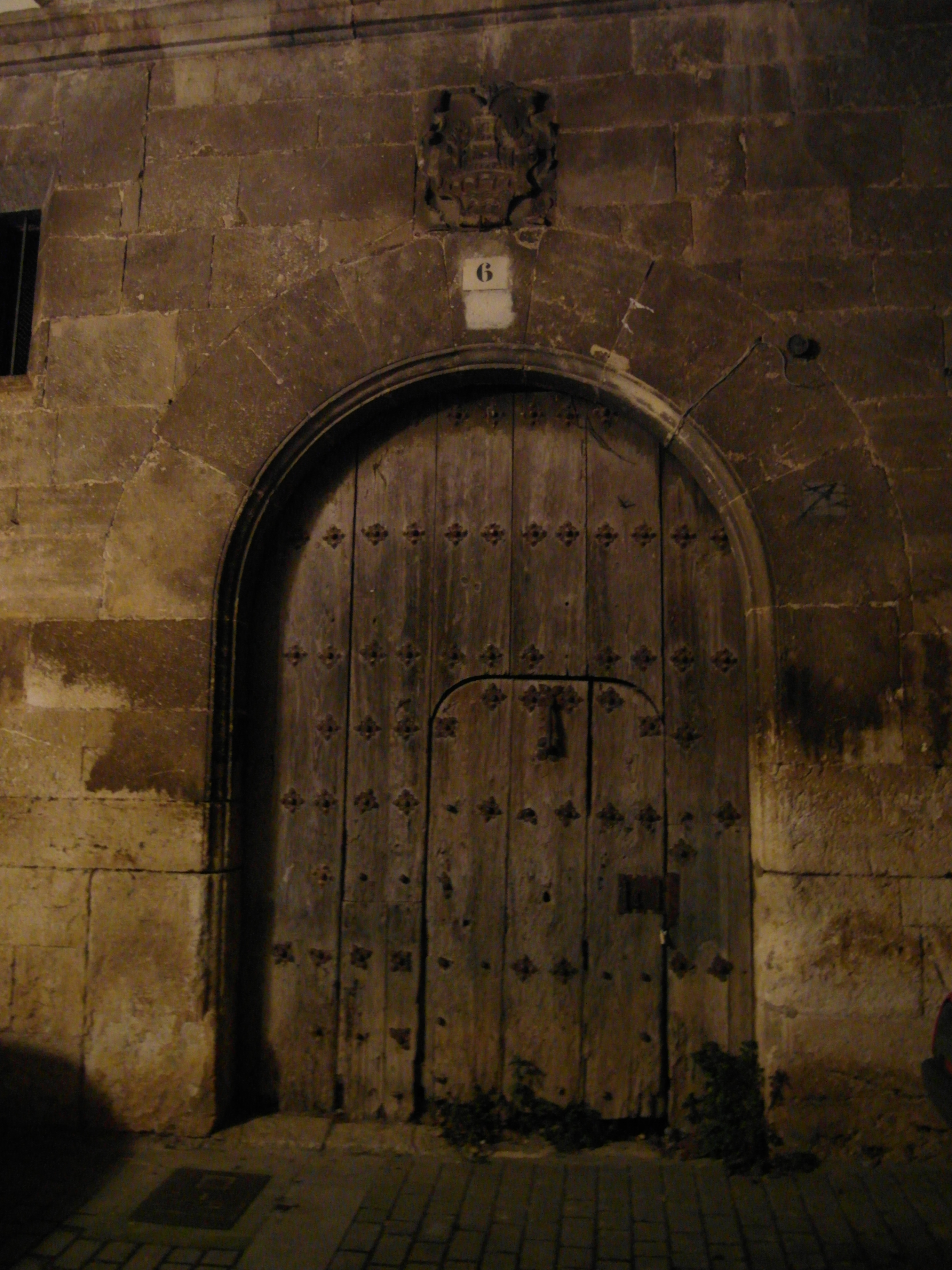
Portón durante la noche.

En Covarrubias también son bastante abundantes tanto los balcones volados y protegidos por el vuelo de la cubierta, como las solanas rehundidas que no llegan a alcanzar toda la fachada. El ejemplo de la casa del Obispo Peña, a pesar de su imagen singular como casa de época, incorpora la solana ligeramente volada de la fachada y a la vez claramente rehundida, acompañando al cuerpo volado cerrado, como elementos plenamente insertos en las tipologías tradicionales, ofreciendo un rico y variado trabajo de las cabezas de vigas y aleros o incluso de las carreras, en un ejemplo de virtuosismo carpinteo carpintero que es extraño a la tosquedad de las construcciones más populares.
Entre los elementos singulares que integran el conjunto se encuentran la iglesia de San Cosme y San Damián, el Torreón de Doña Urraca y el edificio del Adelantamiento —todos ellos con el estatus de Bien de Interés Cultural—, además de encontrarse en la localidad otros inmuebles notables como el rollo de justicia, el rollo-crucero en la plaza Doña Sancha, el crucero de piedra en plaza Rodríguez de Valcárcel, la iglesia de Santo Tomé, el antiguo palacio de Fernán González (actual casa consistorial), el Palacio Obispo Peña, la casa de Doña Sancha y un puente de varios ojos de piedra sobre el río Arlanza.

## Estatus patrimonial
La villa de Covarrubias fue declarada conjunto histórico-artístico por Decreto 3261/1965, de 28 de octubre. En aplicación de la disposición adicional primera de la Ley 16/1985, de 25 de junio, del Patrimonio Histórico Español, pasó a tener la consideración de y a denominarse Bien de Interés Cultural.

## Delimitación del área de protección

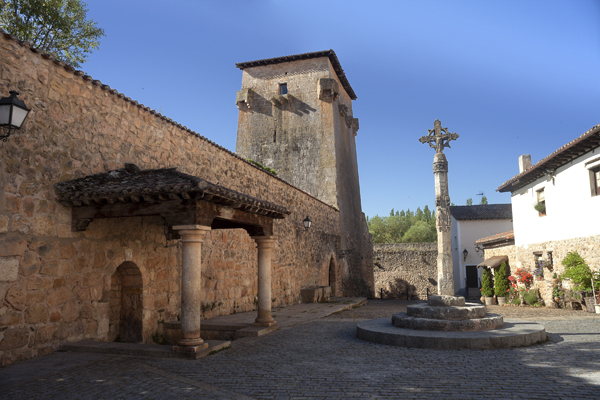
Plaza con crucero y en segundo plano el Torreón de Doña Urraca.

El terreno protegido es un polígono delimitado por los siguientes bordes: por el oeste, norte y este, comienza desde el punto en que la calle Tenerías llega a la carretera de Lerma y continúa por esta en dirección norte, para seguir por la calle Gómez Salazar hasta su bifurcación, a la izquierda, de la calle del Cerro. Continúa por dicha calle hasta su encuentro con la calle de la Era y baja por esta hasta el cruce con la calle Rodríguez de Valcárcel, continuando por ella hasta la primera calle a la derecha que lleva a la glorieta de Valcárcel. Desde este punto, por las traseras de la calle de la Fuente, e incluyendo todas las parcelas de los números impares que dan frente a esta calle, así como a la parcela situada en la esquina de la calle La Fuente con la avenida Víctor Barbadillo, en la glorieta de Valcárcel; se continúa con la prolongación de la calle Andía bordeando las huertas anexas a la Iglesia de San Cosme y San Damián, cruza el paseo de la Solana y continúa, para incluir las parcelas de prados, que al otro lado del paseo de la Solana dan frente a la mencionada iglesia hasta alcanzar la orilla derecha del río.
Por sur, desde el punto en que cruza la calle Tenerías con la carretera a Lerma y perpendicularmente a esta, cruza el río hasta su orilla izquierda para continuar por esta hasta la calle trasera de la manzana de los números pares de la calle San Roque, incluyendo los inmuebles y parcelas de dicha manzana, hasta el cementerio y edificaciones adosadas a él. Desde aquí, perpendicularmente, hasta alcanzar la carretera a Santo Domingo de Silos, incluyendo los prados de esta zona del núcleo en que se encuentra uno de los rollos de justicia de la localidad, continúa cruzando dicha carretera y el río en la zona en que cambia su anchura hasta alcanzar su orilla derecha y bordeando el río, hasta el punto en que se encuentra con la línea anteriormente descrita, que delimita el conjunto por el este.